# Боргоманеро (футбольний клуб)
«Боргоманеро» (італ. Associazione Sportiva Dilettantistica Calcio Borgomanero) — італійський футбольний клуб із міста Боргоманеро, регіон П’ємонт. Наразі виступає в Серії D.

## Історія
У сезоні 2012–13 клуб здобув підвищення до Серії D, посівши перше місце в групі А ліги Еччеленца П’ємонт і Валле-д’Аоста.

### Заснування
Клуб було засновано в 1951 році. Протягом своєї історії команда декілька разів виступала в Серії D.

## Кольори та емблема
Кольори клубу — синій та червоний.